# Fleurs dans un miroir
Fleurs dans un miroir (chinois simplifié : 镜花缘 ; chinois traditionnel : 鏡花緣 ; pinyin : Jìng Huāyuán ; Wade : Ching⁴ Hua¹yüan²) aussi traduit en Les destinées des fleurs dans le miroir est un roman fantastique et philosophique de Li Ruzhen (en) (李汝珍, début du XIXe siècle). Il relate des voyages dans des pays fantastiques, dont l'un est un royaume peuplé uniquement de femmes.

## Résumé
Le roman raconte l'histoire d'une déesse, la Fée des Cents Fleurs, déchue de ses fonctions et renvoyée du Royaume céleste. Parmi les mortels, elle commence sa quête afin de retrouver son immortalité. 

## Adaptations
En 2010, le livre est adapté en opéra de Sichuan par Charles Tordjman,,.